# موندویل (میسوری)
موندویل (به انگلیسی: Moundville) یک روستا (ایالات متحده آمریکا) در ایالات متحده آمریکا است که در شهرستان ورنن، میزوری واقع شده‌است.
 موندویل ۰٫۴۲ کیلومتر مربع مساحت و ۱۲۴ نفر جمعیت دارد و ۲۶۳ متر بالاتر از سطح دریا واقع شده‌است.